# Dorfkirche Bernbach

Dorfkirche Bernbach (Foto 2014)

Die evangelische Dorfkirche in Bernbach, einem Ortsteil von Bad Herrenalb, ist ein Barockbauwerk, das 1782 von Kirchenrats-Baumeister Wilhelm Friedrich Goez aus Ludwigsburg erbaut wurde. Die Kirche mit ihrer Ausstattung (Kruzifix, Orgel, Kanzel usw.) ist nach § 28 des Denkmalschutzgesetzes (DSchG) ein Kulturdenkmal von besonderer Bedeutung.
Die Kirchengemeinde gehört zur Evangelische Verbundkirchengemeinde Bad Herrenalb und Bernbach im Kirchenbezirk Neuenbürg der Evangelischen Landeskirche in Württemberg.

## Die Betkapelle von vor 1585
Schon um 1585 ist in Bernbach eine Kapelle nachweisbar. Diese Bernbacher Betkapelle – wohl in katholischer Zeit erbaut – wurde im 16. Jahrhundert evangelisch. Sie war etwa 6,3 Meter lang, 4,6 Meter breit und innen etwa 2 Meter hoch.
Man kann davon ausgehen, dass die Kapelle in ost-westlicher Richtung stand, so dass der Eingang der Kapelle im Westen und der Altar im Osten war.

Um 1700 muss die Betkapelle in sehr schlechtem Zustand gewesen sein. Auch war die Bevölkerung stark angewachsen, so dass die Kapelle für Bernbach viel zu klein geworden war.

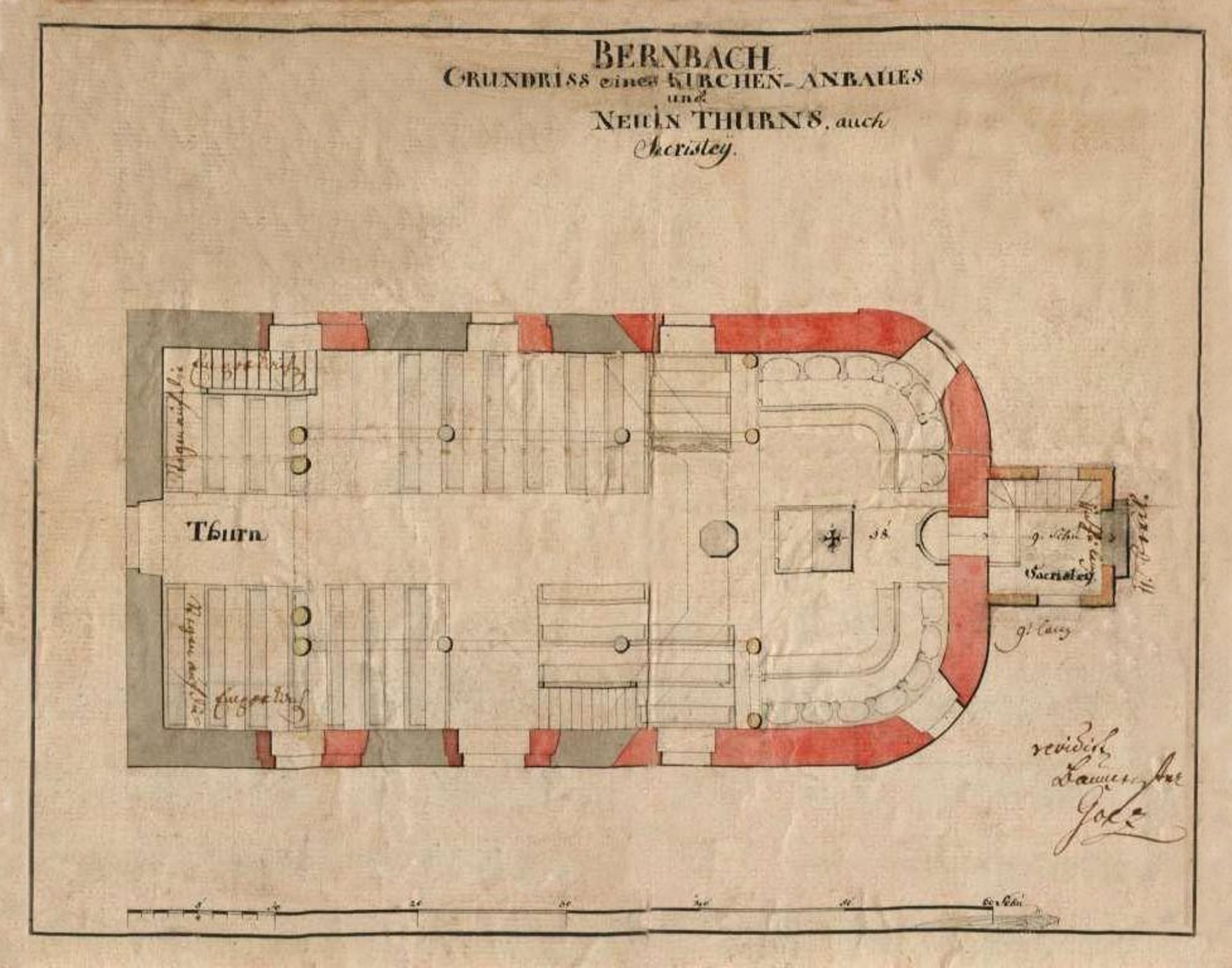
1782: Erweiterung der Dorfkirche Bernbach. Riss von Kirchenrats-Baumeister Goez

## Die erste Kirche von 1720
Nach mehreren Bittschriften an den Herzog in Stuttgart konnte 1720 die erste Bernbacher Kirche erbaut werden. Sie wurde hauptsächlich aus unbehauenen Bruchsteinen aus der Region erbaut und war 8,9 Meter breit und 12,0 Meter lang.
Im Jahr 2020 sind es 300 Jahre, dass Bernbach eine Kirche besitzt.
Um den Aufwand für den Bau der Kirche klein zu halten, wurde die Westwand der Betkapelle nicht abgerissen, sondern in die neue Kirche übernommen. Der Eingang der Betkapelle wurde also weiterverwendet als Seiteneingang der neuen Kirche. Deshalb steht die neue Kirche in nord-südlicher Richtung.
Die neue Kirche war recht einfach gebaut und besaß nur einen offenen Dachreiter mit Glocke. Im Inneren standen die lose aufgestellten Bänke für die Frauen auf unbefestigtem Kirchenboden. Für die Männer war eine kleine Empore vorhanden. Es gab den Altar, den Taufstein und die sechseckige Kanzel mit dem ebenfalls sechseckigen Kanzeldeckel. An diesem sind mehrere Bibelstellen angeschrieben und 1720 als Jahr der Fertigstellung.
Nach etwa 50 Jahren hatte diese erste Bernbacher Kirche mancherlei Schäden – das Dach war undicht. Auch der Platz in der Kirche reichte nicht aus.

## Die Kirche von 1782

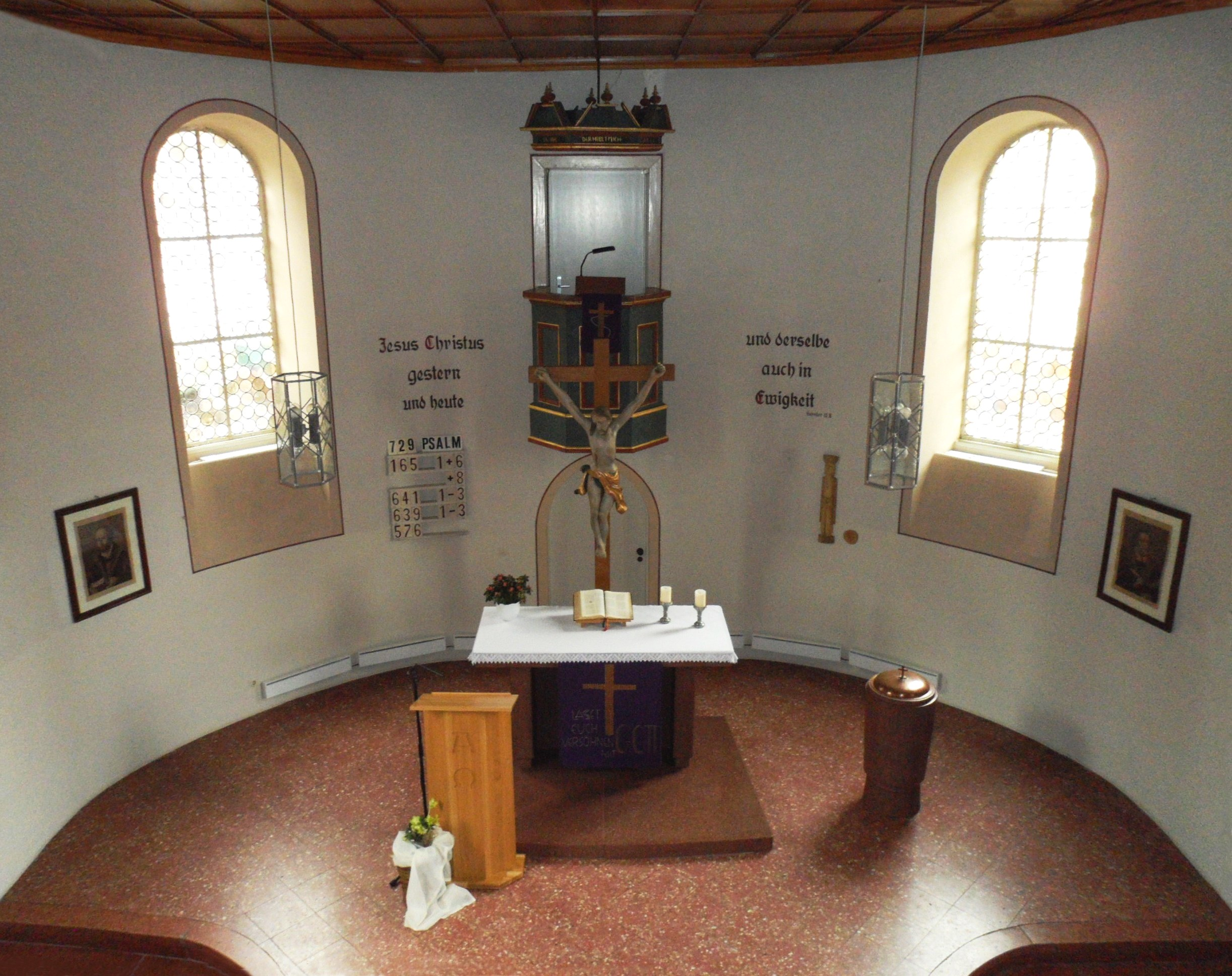
Blick zum Altar u. zur Kanzel (Foto 2015)

Nach langandauernden Verhandlungen mit der Obrigkeit konnte 1782 der Umbau und die Erweiterung beginnen. Durch Kirchenrats-Baumeister Goez aus Ludwigsburg wurde die Kirche um 5,2 Meter (Bruchsteinmauerwerk) nach Norden verlängert, so dass sie weiterhin 8,9 Meter breit, aber 17,2 Meter lang wird und etwa 200 Sitzplätze bietet. Für die Verlängerung der Kirche mussten zwei Grundstücke zugekauft werden.

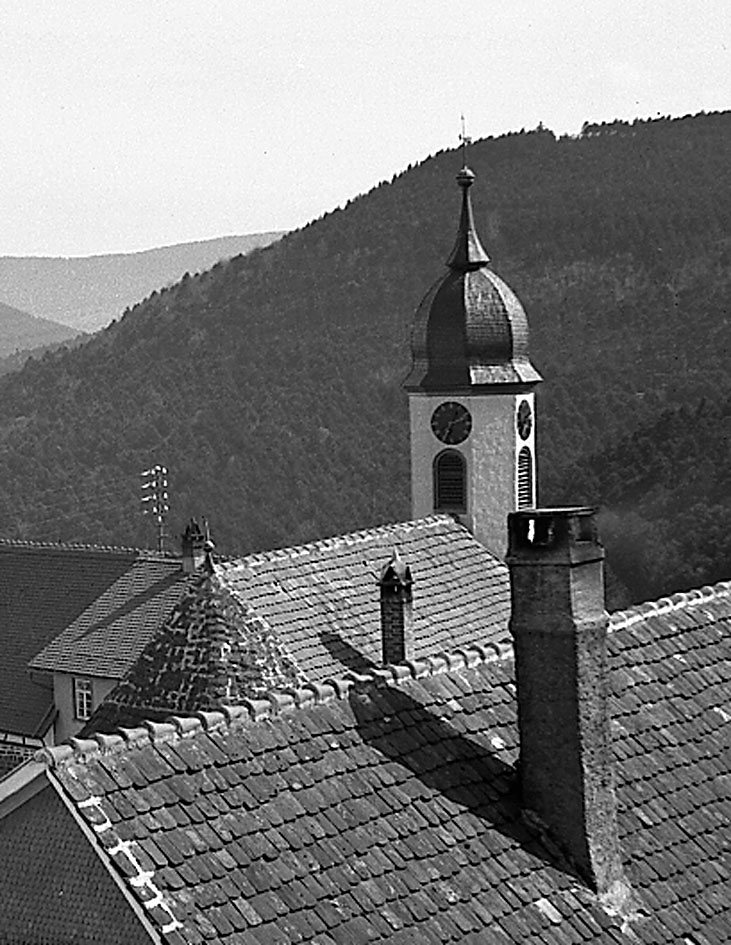
Schindelgedeckter Turm (Foto 1935)

Die Kirche wurde als sogenannte chorlose Predigtsaalkirche gebaut und ausgestattet, damit evangelische Gottesdienste in der damals üblichen Art abgehalten werden konnten.
Auf dem neuen Dachstuhl befindet sich auf der Südseite der Uhr- und Glockenturm mit schindelgedeckter Turmzwiebel und Wetterfahne. Dieser achteckige Dachturm wird im Inneren der Kirche mit zwei eichenen Turmtragsäulen unterstützt. Auf der Nordseite wurde an die Kirche eine Sakristei angebaut.
Der Seiteneingang, der von der Betkapelle stammt, wurde zugemauert und durch einen neuen vergrößerten Seiteneingang an günstigerer Stelle ersetzt.
Neu geschaffen wurden die Empore für die Männer und die Chorbänke, die zu beiden Seiten des Altars angeordnet sind und für den Kirchenkonvent bestimmt sind. In die verlängerte Kirche wurden der Altar, der Taufstein und die sechseckige Kanzel mit Kanzeldeckel aus der Kirche von 1720 übernommen. Die Kanzel wurde nun in Höhe der Empore angebracht und ist nur von der Sakristei aus über eine Treppe zugänglich. Am Sonntag vor dem ersten Advent, am 23. November 1783, wurde die erweiterte Kirche eingeweiht.

## Der Orgelkauf von 1803

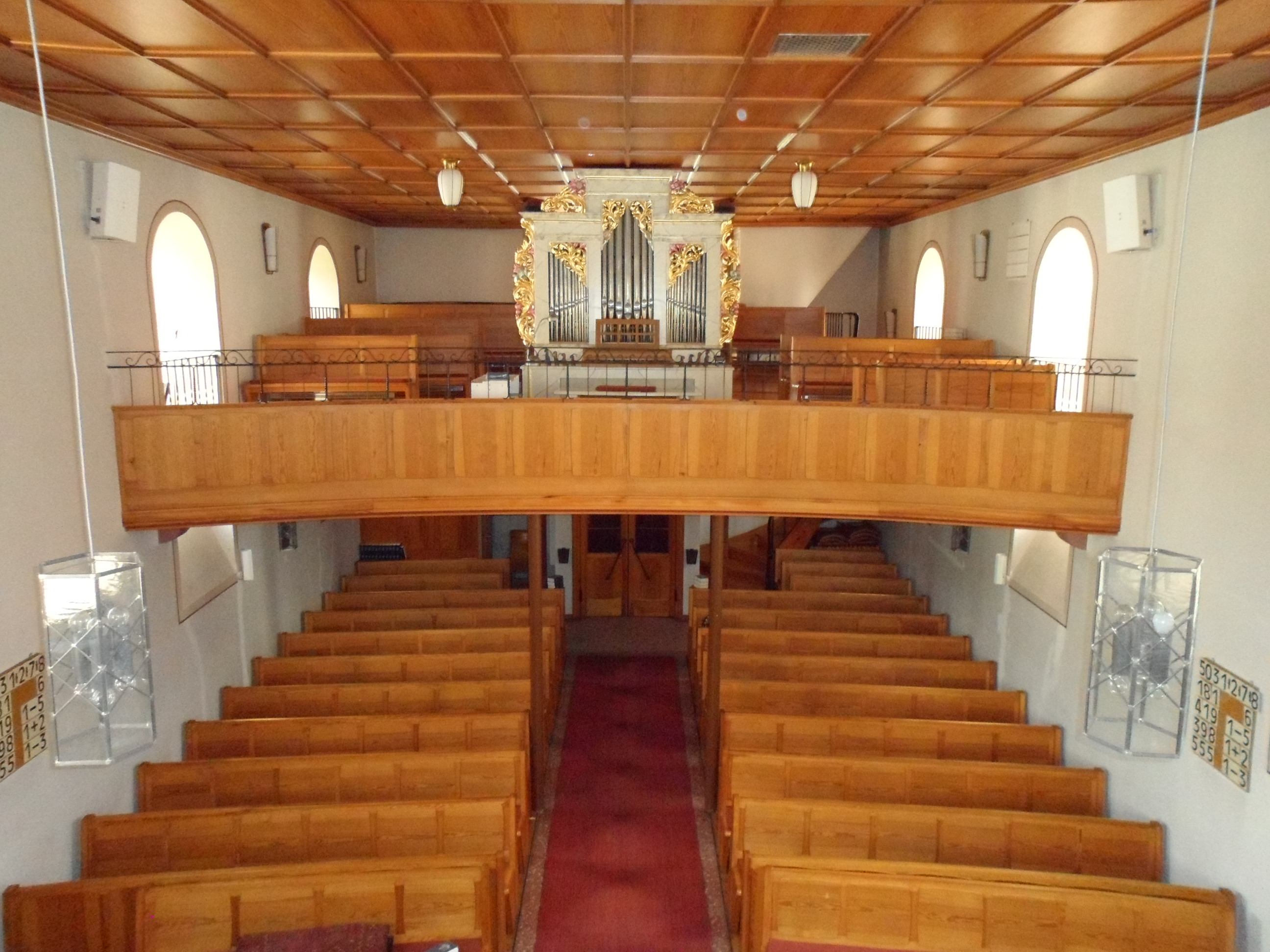
Blick zur Empore mit der Orgel (Foto 2013)

Von der katholischen Kirchengemeinde Ettlingenweier (Baden) kaufte die evangelische Kirchengemeinde Bernbach eine dort nicht mehr benötigte Orgel. Sie war vor 1735 von Johann Caspar Fohmann in Pforzheim hergestellt worden. Der reich verzierte Prospekt der einmanualigen Orgel hat 29 klingende Pfeifen.

## Der Kirchenumbau von 1906
Bei der Bauschau wurden folgende Instandsetzungsarbeiten beschlossen und im Jahr 1906 ausgeführt:

Einbau einer Kassettendecke. Wände, Empore und alle Bänke wurden im zeitgemäßen Stil neu gestrichen. Da die Orgel altersschwach geworden war, wurde eine neue pneumatische Orgel der Firma Walcker Ludwigsburg gekauft und auf der Empore so weit hinten eingebaut, dass zwei zusätzliche Bankreihen für die Gemeindeältesten vor der Orgel Platz fanden. Dazu wurde die Empore erweitert. Für die neue Orgel wurde der wertvolle Orgelprospekt mit den 29 stummen Prospekt-Pfeifen der Fohmann-Orgel aus Ettlingenweier weiterverwendet. Die großen Pedal-Pfeifen hat Firma Walcker nicht 1906 für Bernbach angefertigt, sondern bereits 1848 für die Bartholomäuskirche in Markgröningen, wo sie nicht mehr gebraucht wurden.

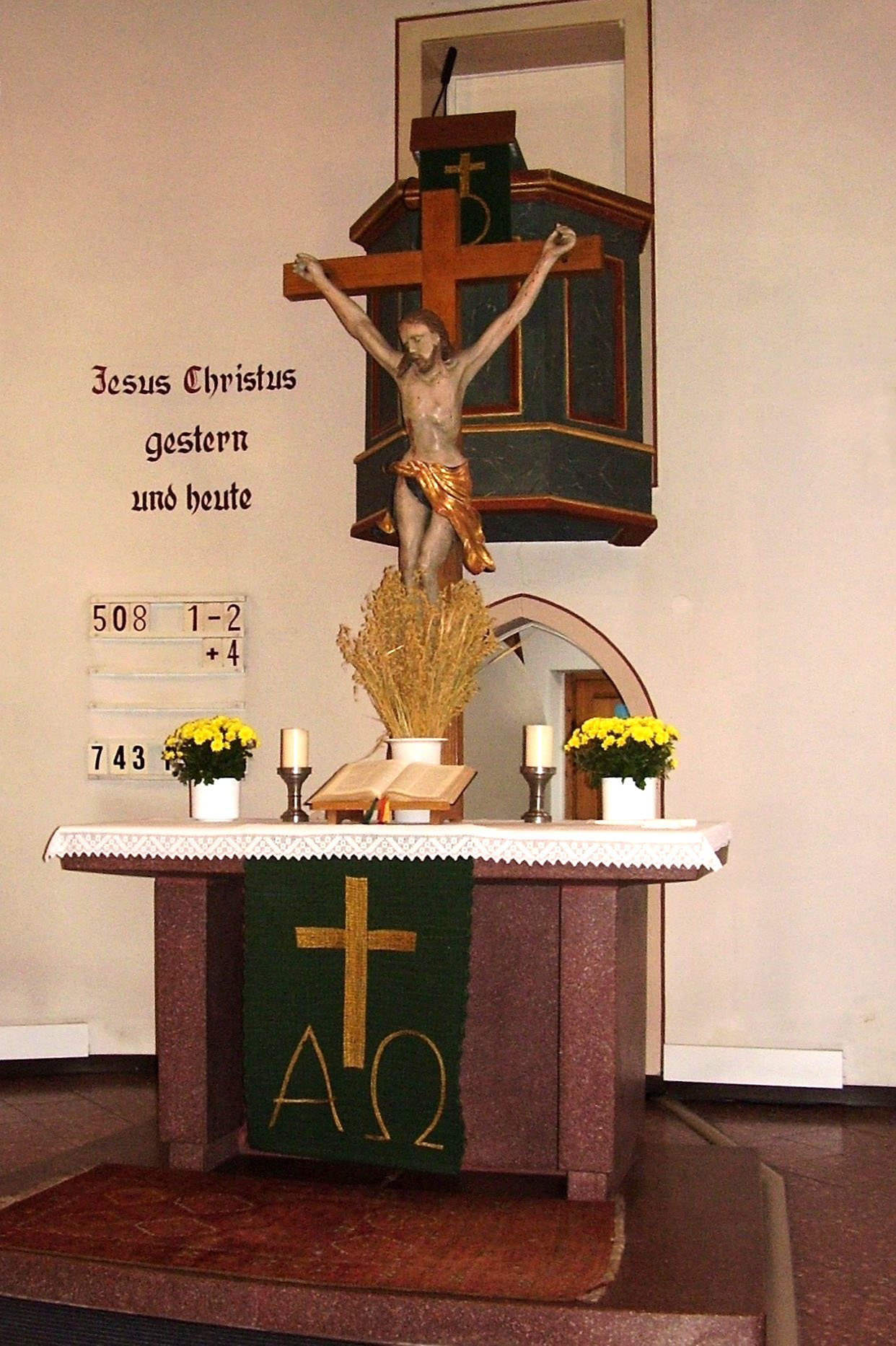
Das Bernbacher Kruzifix seit 1963 (Foto 2013)

Der Stadtpfarrer, zuständig für Herrenalb und Bernbach, verpflichtete sich, für die Dorfkirche Bernbach vier Glasbildfenster mit Reformatoren- und Aposteldarstellungen des Karlsruher Glasmalers Hans Drinneberg zu beschaffen und einzubauen. Sie wurden mit Stiftungsgeldern finanziert.

## Das Bernbacher Kruzifix
Im Jahr 1934 fand man auf dem Dachboden der Kirche ein hölzernes Kruzifix. Ein in Bernbach wohnender Möbelfachmann erkannte dessen künstlerischen und historischen Wert und ließ das Kruzifix in seinen Karlsruher Werkstätten auf seine Kosten ergänzen und restaurieren.
Am 4. Advent 1935 wurde das fertiggestellte Kruzifix in einer Abendfeier am Altar aufgestellt und der Gemeinde übergeben. Die Herkunft des Bernbacher Kruzifixes ist unbekannt, über eine Herkunft aus den aufgelassenen Klöstern Herrenalb oder Frauenalb wird spekuliert.

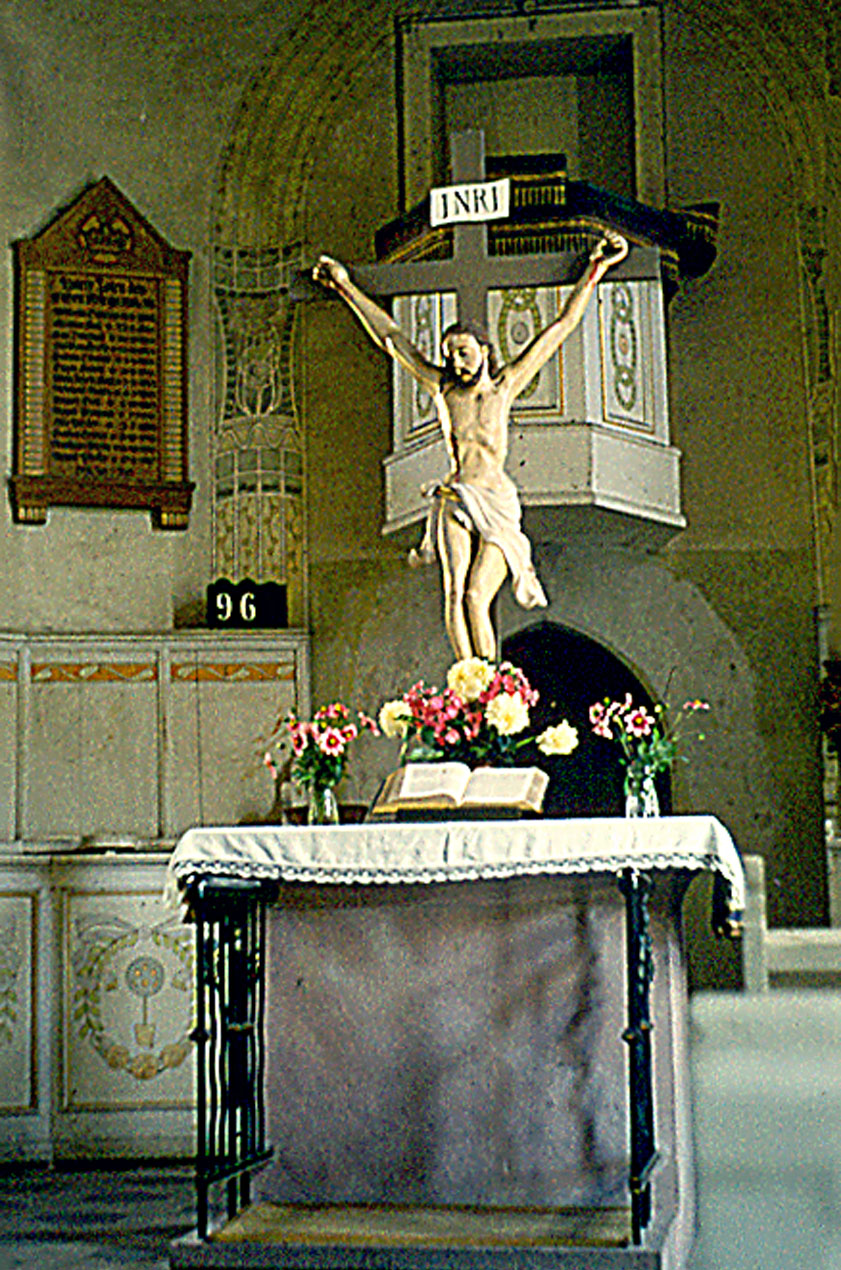
Das Bernbacher Kruzifix vor 1963 (Foto 1962)

Im Zuge des Kirchenumbaus von 1962 wurde das Kruzifix von Dr. Ingenhoff, Tübingen fachgerecht beurteilt und farblich an die vermutliche Entstehung (18. Jahrhundert) angepasst.

## Der Betkapellen-Eingang

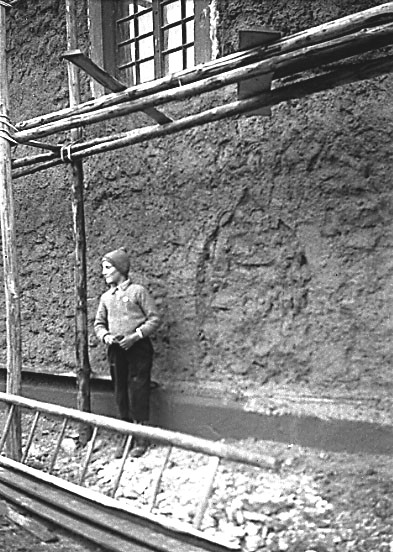
Zugemauerter Spitzbogen-Eingang der einstigen Bernbacher Betkapelle, die vor 1585 erbaut wurde (Foto 1934)

Bei der Erneuerung des Verputzes 1934 kam in der Ostwand ein zugemauerter Spitzbogen-Eingang zum Vorschein. Aus alten Bernbacher Dokumenten folgerte man, dass der Eingang von der Bernbacher Betkapelle stammt, die vor 1585 erbaut wurde. Dieser Spitzbogen-Eingang ist somit das älteste, erhaltene Bernbacher Bauwerk, das aber leider noch immer hinter dem Verputz verborgen ist und auch bei der Außensanierung der Kirche 2023 nicht freigelegt wurde. Bei einer späteren Innenerneuerung der Kirche kann der Spitzbogen-Eingang der Betkapelle innen nicht sichtbar werden, er durchdringt die Kirchenwand nicht bis ins Innere.

## Der Kirchturmbrand von 1945
Unter den Kriegseinwirkungen brannte am 10. April 1945 die mit Holzschindeln gedeckte Zwiebel des Bernbacher Kirchturms. Eine Ausbreitung des Brandes auf die Kirche konnte verhindert werden. Es entstand Wasserschaden an Glockenstuhl, Uhr und Orgel. Der Turm wurde mit einem Notdach gedeckt.
Im Jahr 1948 wurde der Kirchturm wieder aufgebaut. Die neue Turmzwiebel aus Stahlblech – 1975 durch Kupfer erneuert – trägt ein feststehendes 1,5 Meter hohes Turmkreuz. Der Glockenstuhl, das Uhrwerk mit seinen drei Zifferblättern und die Orgel wurden nach und nach repariert.

## Der Kirchenumbau von 1962
In den Jahren 1962 und 1963 wurden neue Bänke, eine weitgehend neue Empore, eine neue Holzdecke und neue Fußböden eingebaut. Altar, Taufstein (beide von 1720) und die Chorbänke (von 1782) wurden entfernt. Rechts neben dem neuen Altar steht der neue Taufstein.
Die 1906 gestifteten vier Glasbildfenster des Karlsruher Glasmalers Hans Drinneberg wurden entfernt. In alle acht Fenster der Kirche wurde Antikglas eingebaut.
Die Kanzel, der Schalldeckel (beide von 1720) und das Kruzifix wurden von Dr. Ingenhoff, Tübingen fachgerecht restauriert. Die Orgel von 1906 wurde an derselben Stelle wieder eingebaut und mit elektrischer Winderzeugung versehen.

## Der Orgelkauf von 1985
Mönch und Prachtel Überlingen baute für die Dorfkirche Bernbach eine neue Orgel. Eine Schenkung machte diese Anschaffung möglich. Die Orgel mit mechanischer Traktur hat acht Register für Manual und Pedal und steht an der Brüstung der Empore.
Für die neue Orgel wurde der wertvolle Orgelprospekt mit den 29 Prospekt-Pfeifen der Fohmann-Orgel von vor 1735 aus Ettlingenweier weiterverwendet. Der reich verzierte Orgelprospekt wurde dazu fachgerecht restauriert. Die 29 Prospekt-Pfeifen bilden das klingende Hauptregister der neuen Orgel. Die großen Pedal-Pfeifen von 1848 wurden ebenfalls restauriert und weiterverwendet.

## Die Glocken
In den Weltkriegen wurde jeweils eine der Glocken eingeschmolzen. Am Ende des Zweiten Weltkriegs war deshalb nur noch die Kleine Glocke von 1921 auf dem Turm. Sie hat den Namen „Hosianna“ und trägt diese Aufschrift:
Nach blut’gem Krieg voll Weh und Leid
schenk Herr uns wieder bessre Zeit!
Die Welt gibt wahren Frieden nicht,
lass du uns leuchten, Herr, dein Licht!
Jetzt teure Zeit, doch dein Wort unser Manna,
hilf doch, o Herr, dir klingt mein Hosianna!
1952 wurde eine überzählige Glocke der evangelischen Kirchengemeinde Herrenalb gekauft und als Mittlere Glocke in den Turm übernommen. Sie trägt die Aufschrift „Soli Deo Gloria“.
1997 wurde eine dritte Glocke angeschafft. Diese Große Glocke trägt die Aufschrift „Dein Reich komme“. Der Glockenstuhl wurde dazu erweitert.

## Denkmalschutz
Im Gutachten vom Oktober 1995 des Landesamts für Denkmalpflege im Regierungspräsidium Stuttgart ist in der Ortsakte Bernbach folgendes festgehalten:
„Die Kirche wurde 1929 ins Denkmalbuch eingetragen. Der damit verbundene Schutz bezieht sich auch auf die archäologische Substanz, mit der in und um die Kirche zu rechnen ist.“
Die im Außenbereich der Kirche vermuteten Fundamente usw. der Betkapelle von vor 1585 stehen also auch unter Denkmalschutz.